# 洛氏卉鱂
洛氏卉鱂，為輻鰭魚綱鯉齒目鯉齒亞目花鳉科的其中一種，分布於非洲尼羅河流域，體長可達4公分，棲息在植被生長的淺水溪流、溝渠、濕地，屬肉食性，生活習性不明，可做為觀賞魚。

## 擴展閱讀
維基物種上的相關：洛氏卉鱂